# Planetenrollengewindetrieb

Planetenrollengewindetrieb

Planetenrollengewindetriebe sind Gewindetriebe in der Antriebstechnik, bei denen geschliffene Planetengewinderollen, in eine Umlaufmutter zwischen zwei Lochkränzen gefasst, um eine spezielle Rollengewindespindel rotieren, wodurch sich eine axiale Relativbewegung zwischen Mutter und Spindel ergibt. In der typischen Anwendung, z. B. beim Verfahren des Schlittens einer Werkzeugmaschine, rotiert die Gewindespindel, während die Mutter in Umfangsrichtung feststeht und linear verschoben wird.
Dieses System gibt es ebenfalls als invertierte Version, bei der sich Planetengewinderollen und Lochkränze axial gemeinsam mit der Schubstange bewegen. Diese Bauart lässt sich mit einem Hohlwellenmotor zu einem kompakten Aktuator mit glatter Schubstange kombinieren, der in seiner äußeren Erscheinung einem Pneumatikzylinder ähnelt.

## Funktionsweise

Detailanimation

Der Name Planetenrollengewindetrieb leitet sich von der Art der Rotation der Rollen um die Spindel ab, die wie Planeten um ein Zentralgestirn kreisen. Dabei werden Spindel-, Rollen- und Mutterdurchmesser so gewählt, dass die Umfangsgeschwindigkeiten von Spindel und Rollen übereinstimmen. Die Synchronisation übernimmt ein in die Mutter integrierter Ring mit einer Innenverzahnung, der in Ritzel an den Enden der Rollen eingreift.
Da sich die Wälzkörper im Unterschied zu den Kugeln im Kugelgewindetrieb oder dem Rollengewindetrieb mit Rollenrückführung in Längsrichtung nicht relativ zur Mutter bewegen, ist kein Rückführmechanismus notwendig. Dies ermöglicht höhere Drehzahlen als beispielsweise bei Kugelumlaufspindeln.
Die hohen Tragzahlen der Rollengewindetriebe ergeben sich aus der großen Anzahl tragender Kontaktflächen. Ein typischer Rollengewindetrieb hat rund 10 Rollen mit 15 bis 25 Windungen. Somit ergeben sich 100–200 Kontaktpunkte. Um mit einem Kugelgewindetrieb die gleiche Tragzahl zu erreichen, wären entweder eine große Anzahl oder sehr große Kugeln notwendig. Eine Gewinderolle erfüllt somit die Funktion einer großen Zahl von übereinander liegenden Kugeln auf deutlich geringerem Raum.
Mit Rollengewindetrieben lassen sich sehr kleine Gewindesteigungen realisieren. Bei Kugelgewindetrieben muss die Steigung größer als der Kugeldurchmesser sein, damit sich deren Laufbahnen nicht überschneiden. Beim Rollengewindetrieb entfällt diese Einschränkung. Allerdings nimmt bei großen Steigungen der Gleitanteil bei der Rollenbewegung zu, wodurch der Wirkungsgrad sinkt.
Daher sind diese lineartechnischen Antriebe insbesondere für hohe Lasten und mittlere Geschwindigkeiten geeignet.

## Lebensdauer
Die Berechnung der Lebensdauer ({\displaystyle L_{10}}) eines Rollengewindetriebs erfolgt wie bei Wälzlagern und Kugelgewindetrieben über die dynamische Tragzahl {\displaystyle C_{\mathrm {a} }}. Da ohnehin nur Axialkräfte ({\displaystyle F}) zulässig sind, entfallen Radial- und Axialbeiwert. Für die charakteristische Ermüdungslebensdauer des Planetenrollengewindetriebs gilt:
{\displaystyle L_{10}=\left({\frac {C_{\mathrm {a} }}{F}}\right)^{3}\cdot 10^{6}~\mathrm {Umdrehungen} }
Wie bei Wälzlagern handelt es sich hierbei um die Lebensdauer, die mit einer Wahrscheinlichkeit von 90 % erreicht oder übertroffen wird.
Die Lebensdauer von Planetenrollengewindetrieben ist typischerweise höher als die von Kugelgewindetrieben.

## Anwendungen
Insbesondere in Kombination mit Servomotoren und der entsprechenden Regelungstechnik ergeben sich vielfältige Anwendungsmöglichkeiten. Grundsätzlich ist zum Beispiel ein Ersatz von Hydraulik- und Pneumatikzylindern möglich. Hierbei kann aufgrund des besseren Wirkungsgrads oftmals eine Energieeinsparung erzielt werden. Im Vergleich zur Hydraulik entfällt auch die Hydraulikflüssigkeit und die damit verbundenen Umwelt- und Sicherheitsprobleme. Auch die Positions- und Geschwindigkeitsregelung ist aufgrund der hohen Steifigkeit des Gesamtsystems in der Regel deutlich einfacher als bei hydraulischen oder pneumatischen Antriebssystemen.
Typische Anwendungen sind Bewegungssimulatoren, Pressen, Roboterschweißzangen, Dosieranlagen, Montagestände und Ventilantriebe. Dabei werden üblicherweise Kräfte bis ca. 200–300 kN und Geschwindigkeiten bis etwa 1,5 m/s benötigt.